# 尚泰西耶
尚泰西耶（法語：Champtercier，法語發音：[ʃɑ̃tɛʁsje]）是法国上普罗旺斯阿尔卑斯省的一个市镇，位于该省中部，属于迪涅莱班区。

## 地理
尚泰西耶（44°5'43"N, 6°9'48"E）面积18.31 平方千米，位于法国普罗旺斯-阿尔卑斯-蓝色海岸大区上普罗旺斯阿尔卑斯省，该省份为法国东南部内陆省份，北起上阿尔卑斯省，西接沃克吕兹省，西北接德龙省，南至瓦尔省，东临滨海阿尔卑斯省，东北部与意大利接壤。
与尚泰西耶接壤的市镇（或旧市镇、城区）包括：艾格兰、巴拉斯、迪涅莱班、托阿尔。

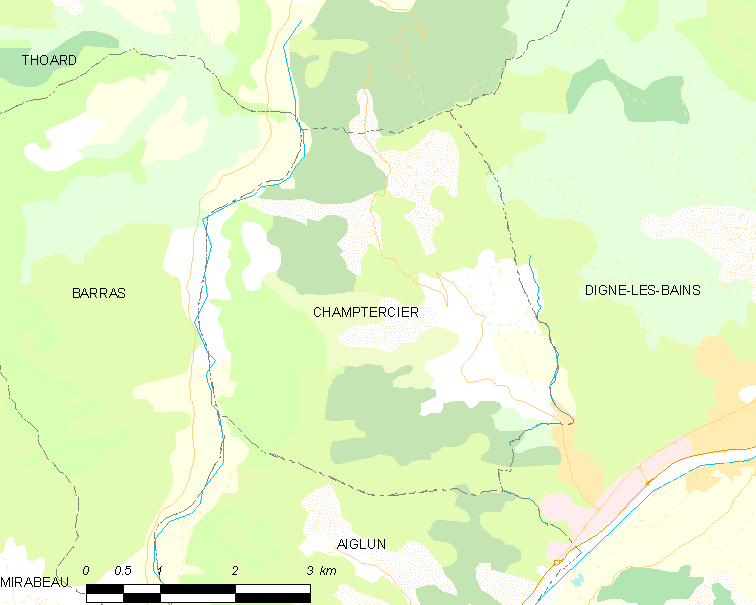
尚泰西耶的OSM定位图

尚泰西耶的时区为UTC+01:00、UTC+02:00（夏令时）。

## 行政
尚泰西耶的邮政编码为04660，INSEE市镇编码为04047。

## 政治
尚泰西耶所属的省级选区为迪涅莱班第二县。

## 人口

1962-2008年间尚泰西耶人口变化图示

尚泰西耶于2022年1月1日时的人口数量为785人。

## 交通
上普罗旺斯阿尔卑斯省省道D3线经过尚泰西耶。